# Sitno Niesporowskie
Sitno Niesporowskie (niem. Ziethen See) – jezioro rynnowe w Polsce, położone w województwie zachodniopomorskim, w powiecie choszczeńskim, w gminie Pełczyce.
Akwen leży w kompleksie leśnym na Pojezierzu Choszczeńskim.